# Südkoreanische Fußballnationalmannschaft/Olympische Spiele
Die südkoreanische Fußballnationalmannschaft nahm erstmals 1948 an den Olympischen Spielen in London teil, bestritt dort ihr erstes Länderspiel und konnte dieses mit 5:3 gegen Mexiko gewinnen. Im Viertelfinale schied die Mannschaft dann mit 0:12, der bis heute höchsten Niederlage gegen den späteren Olympiasieger Schweden aus. Nachdem 1952 nicht teilgenommen wurde, konnte sich die Mannschaft erst 1964 wieder qualifizieren, schied aber in der ersten Runde aus. Danach nahm man erst wieder 1988 als automatisch qualifizierter Gastgeber teil, konnte sich danach aber als einziges Land immer qualifizieren. Das beste Resultat ist bisher der Gewinn der Bronzemedaille 2012.

## Ergebnisse bei Olympischen Spielen

### 1948
- Olympische Spiele in London:
  - 2. August 1948: Achtelfinale Südkorea – Mexiko 5:3 (in Dulwich)[1]
  - 5. August 1948: Viertelfinale Schweden – Südkorea 12:0

### 1952
- Olympische Spiele in Helsinki:
  - nicht teilgenommen

### 1956
- Qualifikation:
  - Japan – Südkorea 2:0
  - Südkorea – Japan 2:0 (Südkorea durch Losentscheid ausgeschieden)

### 1960
- Olympia-Qualifikation:
  - 1. Runde:
    - 13. Dezember 1959 Japan – Südkorea 0:2 (in Tokio)
    - 20. Dezember 1959 Südkorea – Japan 0:1 (in Tokio)

  - 2. Runde:
    - 25. April 1960 Taiwan – Südkorea 1:2 (in Taipeh)
    - 30. April 1960 Südkorea – Taiwan abgebrochen, nachdem koreanische Spieler den Schiedsrichter attackierten. Das Spiel wurde für Taiwan gewertet und da es somit remis stand, wurde die Ausscheidung für Taiwan gewertet.

### 1964
- Olympia-Qualifikation:
  - Vorrunde:
    - Südkorea – Taiwan 2:1
    - Taiwan – Südkorea 1:0
      - Entscheidungsspiel von Südkorea gewonnen.

  - 1. Runde:
    - Südkorea – Philippinen = Sieger Südkorea

  - 2. Runde:
    - Südkorea – Südvietnam 3:0
    - Südvietnam – Südkorea 2:2
- Olympische Spiele in Tokio:
  - Vorrunde in Tokio
    - 12. Oktober 1964: Tschechoslowakei – Südkorea 6:1
    - 14. Oktober 1964 Brasilien – Südkorea 4:0 (in Yokohama)
    - 16. Oktober 1964 Vereinigte Arabische Republik – Südkorea 10:0 (Südkorea als Gruppenletzter ausgeschieden)

### 1968
- Olympia-Qualifikation:
  - Japan – Südkorea 3:3
  - Südkorea – Libanon 2:0
  - Südkorea – Südvietnam 3:0
  - Südkorea – Taiwan 4:2
  - Südkorea – Philippinen 5:0 (Südkorea als Gruppenzweiter aufgrund der schlechteren Tordifferenz ausgeschieden)

### 1972
- Olympia-Qualifikation in Seoul/Südkorea:
  - Malaysia – Südkorea 1:0
  - Südkorea – Japan 2:1
  - Südkorea – Philippinen 6:0
  - Südkorea – Taiwan 8:0 (Südkorea als Gruppenzweiter ausgeschieden)

### 1976
- Olympia-Qualifikation:
  - 1. Runde:
    - Taiwan – Südkorea 0:2
    - Südkorea – Taiwan 3:0

  - 2. Runde:
    - Israel – Südkorea 0:0
    - Südkorea – Israel 1:3
    - Südkorea – Japan 2:2
    - Japan – Südkorea 0:2 (Südkorea als Gruppenzweiter ausgeschieden)

### 1980
- Olympia-Qualifikation in Malaysia:
  - Malaysia – Südkorea 3:0
  - Südkorea – Japan 3:1
  - Südkorea – Brunei 3:0
  - Südkorea – Indonesien 1:0
  - Südkorea – Philippinen 8:0
  - Playoff: Malaysia – Südkorea 2:1

### 1984
- Olympia-Qualifikation
  - Vorrunde in Bangkok
    - 1. November 1983 Thailand – Südkorea 2:1
    - 3. November 1983 Südkorea – China 3:3
    - 5. November 1983 Südkorea – Hongkong 4:0
    - 8. November 1983 China – Südkorea 0:0
    - 10. November 1983 Hongkong – Südkorea 0:2
    - 12. November 1983 Südkorea – Thailand 2:0

  - Gruppenphase in Singapur:
    - 17. April 1984 Südkorea – Kuwait 0:0
    - 19. April 1984 Südkorea – Bahrain 1:0
    - 22. April 1984 Südkorea – Neuseeland 2:0
    - 24. April 1984 Saudi-Arabien – Südkorea 5:4

  - Playoff um den 3. asiatischen Startplatz:
    - 29. April 1984 Irak – Südkorea 1:0

### 1988
- Olympische Spiele in Seoul:
  - Vorrunde in Busan:
    - 18. September 1988 Südkorea – UdSSR 0:0
    - 20. September 1988 Südkorea – USA 0:0
    - 22. September 1988 Argentinien – Südkorea 2:1 (Südkorea als Gruppendritter ausgeschieden)

### 1992
- Olympia-Qualifikation:
  - 1. Runde:
    - Südkorea – Philippinen 10:0
    - Südkorea – Bangladesh 6:0
    - Südkorea – Thailand 2:1
    - Südkorea – Malaysia 0:0
    - Philippinen – Südkorea 0:7
    - Malaysia – Südkorea 0:2
    - Bangladesh – Südkorea 0:1
    - Thailand -Südkorea 0:2

  - 2. Runde in Kuala Lumpur/Malaysia:
    - Katar – Südkorea 1:0
    - Südkorea – Japan 1:0
    - Südkorea – Kuwait 1:1
    - Südkorea – China 3:1
    - Südkorea – Bahrain 1:0
- Olympische Spiele in Barcelona:
  - Vorrunde:
    - 26. Juli 1992 Marokko – Südkorea 1:1 (in Valencia)
    - 28. Juli 1992 Paraguay – Südkorea 0:0 (in Valencia)
    - 30. Juli 1992 Schweden – Südkorea 1:1 (in Barcelona, Estadi Sarrià) (Südkorea als Gruppendritter ausgeschieden)

### 1996
- Olympia-Qualifikation:
  - 1. Runde:
    - 21. Mai 1995 Hongkong – Südkorea 0:5
    - 25. Mai 1995 Indonesien – Südkorea 1:2
    - 19. August 1995 Südkorea – Hongkong 7:0
    - 22. August 1995 Südkorea – Indonesien 1:0

  - 2. Runde:
    - 17. März 1996 Südkorea – Saudi-Arabien 1:1
    - 19. März 1996 Kasachstan – Südkorea 1:2
    - 21. März 1996 China – Südkorea 0:3

  - 3. Runde:
    - 24. März 1996 Südkorea – Irak 2:1

  - 4. Runde:
    - 27. März 1996 Südkorea – Japan 2:1
- Olympische Spiele in Atlanta:
  - Vorrunde
    - 21. Juli 1996 Südkorea – Ghana 1:0 (in Washington, D.C.)
    - 23. Juli 1996 Mexiko – Südkorea 0:0 (in Birmingham)
    - 25. Juli 1996 Italien – Südkorea 2:1 (in Birmingham) – Südkorea als Gruppendritter aufgrund der weniger erzielten Tore ausgeschieden

### 2000
- Olympia-Qualifikation
  - 1. Runde in Seoul, Südkorea
    - 25. Mai 1999 Südkorea -Sri Lanka 5:0
    - 27. Mai 1999 Südkorea – Taiwan 7:0
    - 29. Mai 1999 Südkorea – Indonesien 7:0

  - 2. Runde:
    - 3. Oktober 1999 Südkorea – China 1:0
    - 17. Oktober 1999 Bahrain – Südkorea 0:1
    - 29. Oktober 1999 China – Südkorea 1:1
    - 13. November 1999 Südkorea – Bahrain 2:1
- Olympische Spiele in Sydney:
  - Vorrunde in Adelaide:
    - 14. September 2000 Südkorea – Spanien 0:3
    - 17. September 2000 Südkorea – Marokko 1:0
    - 20. September 2000 Südkorea – Chile 1:0 (Südkorea als Gruppendritter aufgrund der schlechteren Tordifferenz ausgeschieden)

### 2004
- Olympia-Qualifikation:
  - 2. Runde:
    - 1. Oktober 2003 Hongkong – Südkorea 0:1
    - 7. Oktober 2003 Südkorea – Hongkong 2:0

  - 3. Runde:
    - 3. März 2004 Südkorea – China 1:0
    - 17. März 2004 Iran – Südkorea 0:1
    - 24. März 2004 Malaysia – Südkorea 0:1
    - 14. April 2004 Südkorea – Malaysia 3:0
    - 1. Mai 2004 China – Südkorea 0:2
    - 12. Mai 2004 Südkorea – Iran 1:0
- Olympische Spiele in Athen:
  - Vorrunde:
    - 11. August 2004 Griechenland – Südkorea 2:2 (in Thessaloniki)
    - 14. August 2004 Südkorea – Mexiko 1:0 (in Piräus)
    - 17. August 2004 Südkorea – Mali 3:3 (in Thessaloniki) – Südkorea als Gruppenzweiter für das Viertelfinale qualifiziert.
    - 21. August 2004, Viertelfinale: Paraguay – Südkorea 3:2 (in Thessaloniki)

### 2008
- Olympia-Qualifikation:
  - 1. Runde:
    - 28. Februar 2007: Südkorea – Jemen 1:0 (in Suwon)
    - 14. März 2007: VAE – Südkorea 1:3 (in Abu Dhabi)
    - 28. März 2007: Südkorea – Usbekistan (in Ansan)
    - 18. April 2007: Usbekistan – Südkorea 0:1 (in Taschkent)
    - 16. Mai 2007: Jemen – Südkorea 1:0 (in Sana'a)
    - 6. Juni 2007: Südkorea – VAE 3:1 (in Daejeon)

  - 2. Runde:
    - 22. August 2007: Südkorea – Usbekistan 2:1 (in Seoul)
    - 08. September 2007: Bahrain – Südkorea 0:1 (in Manama)
    - 12. September 2007: Südkorea – Syrien 1:0 (in Seoul)
    - 17. Oktober 2007: Syrien – Südkorea 0:0 (in Damaskus)
    - 17. November 2007: Usbekistan – Südkorea 0:0 (in Taschkent)
    - 21. November 2007: Südkorea – Bahrain 0:0 (in Ansan)
- Olympische Spiele in Peking:
  - Vorrunde:
    - 7. August 2008 Südkorea – Kamerun 1:1 (in Qinhuangdao)
    - 10. August 2008 Italien – Südkorea 3:0 (in Qinhuangdao)
    - 13. August 2008 Südkorea – Honduras 1:0 (in Shanghai) – Südkorea als Gruppendritter ausgeschieden

### 2012
- Olympia-Qualifikation:
  - 2. Runde:
    - 19. Juni 2011: Südkorea – Jordanien 3:1 (in Seoul)
    - 23. Juni 2011: Jordanien – Südkorea 1:1 (in Amman)

  - 3. Runde:
    - 21. September 2011: Südkorea – Oman 2:0 (in Changwon)
    - 23. November 2011: Katar – Südkorea 1:1 (in Doha)
    - 27. November 2011: Südkorea – Saudi-Arabien 1:0 (in Seoul)
    - 5. Februar 2012: Saudi-Arabien – Südkorea 2:1 (in Dammam)
    - 22. Februar 2012: Oman – Südkorea 0:3 (in Sib)
    - 14. März 2012: Südkorea – Katar 0:0 (in Seoul)
- Olympische Spiele in London:
  - 26. Juli 2012 Mexiko – Südkorea 0:0 (in Newcastle, St. James’ Park)
  - 29. Juli 2012 Südkorea – Schweiz 2:1 (in Coventry, City of Coventry Stadium)
  - 1. August 2012: Südkorea – Gabun 0:0 (in London, Wembley-Stadion)
  - 4. August 2012, Viertelfinale: Großbritannien – Südkorea 1:1 n. V. 4:5 i. E. (in Cardiff, Millennium Stadium)
  - 7. August 2012, Halbfinale: Brasilien – Südkorea 3:0 (in Manchester)
  - 10. August 2012, Spiel um Bronze: Südkorea – Japan 2:0 (in Cardiff, Millennium-Stadion)

#### Kader für 2012
Startberechtigt ist eine U-23-Mannschaft, in der bis zu drei ältere Spieler mitwirken dürfen. Hierfür wurden Jung Sung-ryong, Park Chu-young und Kim Chang-soo von Trainer Hong Myung-bo nominiert. Jung Sung-ryong, Ki Sung-yong und Park Chu-young nahmen bereits 2008 und an der WM 2010 teil.
| Nr.        | Spieler         | Geburtsdatum | Verein                  | A-Länder- spiele | A-Länder- spieltore | OS-Spiele          |
| Tor        | Tor             | Tor          | Tor                     | Tor              | Tor                 | Tor                |
| ---------- | --------------- | ------------ | ----------------------- | ---------------- | ------------------- | ------------------ |
| 1          | Jung Sung-ryong | 04.01.1985   | Suwon Samsung Bluewings | 20               | 0                   | 3 (2008), 5 (2012) |
| 18         | Lee Bum-young   | 02.04.1989   | Busan IPark             |                  |                     | 2 (2012)           |
| Abwehr     |                 |              |                         |                  |                     |                    |
| 2          | Oh Jae-seok     | 04.01.1990   | Gangwon FC              |                  |                     | 3 (2012)           |
| 3          | Yun Suk-young   | 13.02.1990   | Chunnam Dragons         |                  |                     | 6 (2012)           |
| 4          | Kim Young-gwon  | 27.02.1990   | Ōmiya Ardija            |                  |                     | 6 (2012)           |
| 5          | Kim Kee-hee     | 13.07.1989   | Daegu FC                |                  |                     | 1 (2012)           |
| 12         | Hwang Seok-ho   | 27.06.1989   | Sanfrecce Hiroshima     |                  |                     | 6 (2012)           |
| 14         | Kim Chang-soo   | 12.09.1985   | Busan IPark             | 2                | 0                   | 4 (2012)           |
| Mittelfeld |                 |              |                         |                  |                     |                    |
| 6          | Ki Sung-yong    | 24.01.1989   | Celtic Glasgow          | 38               | 5                   | 3 (2008), 6 (2012) |
| 7          | Kim Bo-kyung    | 06.10.1989   | Cerezo Osaka            | 13               | 2                   | 5 (2012)           |
| 8          | Baek Sung-dong  | 13.08.1991   | Jubilo Iwata            |                  |                     | 5 (2012)           |
| 9          | Ji Dong-won     | 28.05.1991   | FC Sunderland           | 13               | 8                   | 6 (2012)           |
| 11         | Nam Tae-hee     | 03.07.1991   | Lekhwiya                | 8                | 0                   | 6 (2012)           |
| 13         | Koo Ja-cheol    | 27.02.1989   | FC Augsburg             | 26               | 9                   | 6 (2012)           |
| 15         | Park Jong-woo   | 10.03.1989   | Busan IPark             |                  |                     | 3 (2012)           |
| 16         | Jung Woo-young  | 14.12.1989   | Kyōto Sanga             |                  |                     | 2 (2012)           |
| Angriff    |                 |              |                         |                  |                     |                    |
| 10         | Park Chu-young  | 10.07.1985   | FC Arsenal              | 58               | 25                  | 4 (2008), 6 (2012) |
| 17         | Kim Hyun-sung   | 27.09.1989   | FC Seoul                |                  |                     | 3 (2012)           |

#### Ersatzspieler
| Nr.        | Spieler         | Geburtsdatum | Verein                   | A-Länder- spiele | A-Länder- spieltore | OS-Spiele |
| Tor        | Tor             | Tor          | Tor                      | Tor              | Tor                 | Tor       |
| ---------- | --------------- | ------------ | ------------------------ | ---------------- | ------------------- | --------- |
| 22         | Kim Young-kwang | 28.06.1983   | Ulsan Hyundai            | 14               | 0                   |           |
| Abwehr     |                 |              |                          |                  |                     |           |
| 19         | Jeong Dong-ho   | 07.03.1990   | Hangzhou Nabel Greentown |                  |                     |           |
| Mittelfeld |                 |              |                          |                  |                     |           |
| 20         | Kim Min-woo     | 25.02.1990   | Sagan Tosu               |                  |                     |           |
| 21         | Yun Il-rok      | 07.03.1992   | Gyeongnam FC             |                  |                     |           |

### 2016
Südkorea qualifizierte sich als Zweiter der U-23-Fußball-Asienmeisterschaft 2016.

#### Kader für 2016
Startberechtigt war eine U-23-Mannschaft, in der bis zu drei ältere Spieler mitwirken durften. Hierfür wurden Jang Hyun-soo, Son Heung-min und Suk Hyun-jun nominiert. Son Heung-min nahmen bereits 2014 an der WM teil.
| Nr.        | Spieler         | Geburtsdatum | Verein                  | A-Länder- spiele | A-Länder- spieltore | OS-Spiele |
| Tor        | Tor             | Tor          | Tor                     | Tor              | Tor                 | Tor       |
| ---------- | --------------- | ------------ | ----------------------- | ---------------- | ------------------- | --------- |
| 1          | Kim Dong-jun    | 19.12.1994   | Seongnam FC             | 0                | 0                   |           |
| 18         | Gu Sung-yun     | 27.06.1994   | Consadole Sapporo       | 0                | 0                   |           |
| Abwehr     |                 |              |                         |                  |                     |           |
| 2          | Sim Sang-min    | 21.05.1993   | FC Seoul                | 0                | 0                   |           |
| 3          | Lee Seul-chan   | 15.08.1993   | Jeonnam Dragons         | 0                | 0                   |           |
| 5          | Choi Kyu-baek   | 23.01.1994   | Jeonbuk Hyundai Motors  | 0                | 0                   |           |
| 6          | Jang Hyun-soo   | 28.09.1991   | Guangzhou R&F           | 26               | 3                   |           |
| 13         | Park Dong-jin   | 10.12.1994   | Gwangju Sangmu FC       | 0                | 0                   |           |
| 14         | Jung Seung-hyun | 03.04.1994   | Ulsan Hyundai           | 0                | 0                   |           |
| Mittelfeld |                 |              |                         |                  |                     |           |
| 4          | Kim Min-tae     | 26.11.1993   | Vegalta Sendai          | 0                | 0                   |           |
| 8          | Moon Chang-jin  | 12.07.1993   | Pohang Steelers         | 0                | 0                   |           |
| 10         | Ryu Seung-woo   | 17.12.1993   | Bayer 04 Leverkusen     | 0                | 0                   |           |
| 12         | Lee Chan-dong   | 10.01.1993   | Gwangju Sangmu FC       | 0                | 0                   |           |
| 14         | Park Yong-woo   | 10.09.1993   | FC Seoul                | 0                | 0                   |           |
| 16         | Kwon Chang-hoon | 30.06.1994   | Suwon Samsung Bluewings | 07               | 3                   |           |
| 17         | Lee Chang-min   | 20.01.1994   | Jeju United             | 0                | 0                   |           |
| Angriff    |                 |              |                         |                  |                     |           |
| 7          | Son Heung-min   | 08.07.1992   | Tottenham Hotspur       | 46               | 16                  |           |
| 17         | Suk Hyun-jun    | 29.06.1991   | FC Porto                | 08               | 3                   |           |
| 11         | Hwang Hee-chan  | 26.01.1996   | FC Red Bull Salzburg    | 0                | 0                   |           |

- Gruppenspiele:
  - 4. August 2016: Fidschi – Südkorea 0:8 (in Salvador)
  - 7. August 2016: Deutschland – Südkorea 3:3 (in Salvador)
  - 10. August 2016: Südkorea – Mexiko 1:0 (in Brasília)
- K.-o.-Runde:
  - Viertelfinale, 13. August: Südkorea – Honduras 0:1 (in Belo Horizonte)

### 2020
Südkorea qualifizierte sich als Sieger der U-23-Fußball-Asienmeisterschaft 2020, die vom 8. bis 26. Januar 2020 in Thailand stattfand. Für diese hatte sich Südkorea zusammen mit Australien bei einem Turnier in Kambodscha im März 2019 gegen Kambodscha und Chinese Taipei durchgesetzt. Für die Auslosung der wegen der COVID-19-Pandemie um ein Jahr verschobenen Spiele war Südkorea zusammen mit Japan, Brasilien und Argentinien in Topf 1 gesetzt. Bei der Auslosung am 21. April 2021 wurde Südkorea in eine Gruppe mit Honduras, Neuseeland und Rumänien gelost.
- Gruppenspiele:
  - 22. Juli 2021 - 10:00 MESZ: Neuseeland – Südkorea 1:0 (in Kashima)
  - 25. Juli 2021 - 13:00 MESZ: Rumänien – Südkorea 0:4 (in Kashima)
  - 28. Juli 2021 - 10:30 MESZ: Südkorea – Honduras 6:0 (in Yokohama)
- K.-o.-Runde:
  - Viertelfinale, 31. Juli 2021: Südkorea – Mexiko 3:6 in Yokohama

### 2024
Südkorea konnte sich bei einem Turnier daheim in Changwon durch Siege gegen Kirgisistan (1:0) und Myanmar (3:0) für die U-23-Fußball-Asienmeisterschaft 2024 qualifizieren, die vom 15. April bis 3. Mai 2024 in Katar stattfindet. Dort können sich die ersten vier Mannschaften direkt für die Olympischen Spiele qualifizieren, der Vierte spielt im interkontinentalen Play-off gegen Guinea, den vierten der Afrika-Qualifikation.

## Trainer
- 1948: Lee Young-min
- 1964: Min Byung-dae
- 1992: Kim Sam-rak
- 1996: Anatoli Byschowez (Russland)
- 2000: Huh Jung-moo (1995, 1998–2000 und 2007–2010 auch Nationaltrainer)
- 2004: Kim Ho-kon
- 2008: Park Sung-wha (2004 auch Nationaltrainer)
- 2012: Hong Myung-bo
- 2016: Shin Tae-yong
- 2021: Kim Hak-beom

## Beste Torschützen
1. Hwang Ui-jo (2021) 4 Tore
2. Lee Chun-soo (2000, 2004) und Park Chu-young (2008, 2012), Lee Kang-in (2021) je 3 Tore
5. Yung Kook-chin (1948), Cho Jae-jin (2004), Kim Dong-jin (2004, 2008), Lee Dong-gyeong (2021) je 2 Tore